# Olifant (Jan Meefout)
Olifant is een kunstwerk in Amsterdam Nieuw-West.
Het kunstwerk van de hand van Jan Meefout is zowel beeld, klimobject als fontein. Meefout zei tijdens een interview in Het Parool van 1 november 1964: "Ik moest een grote ruimte te vullen, dan kan je niet met een klein beestje aankomen". Verder zag hij in dat de plaats van het kunstwerk veelvuldig bezocht zou worden door spelende kinderen, zodat hij ervan uit kon gaan dat er op geklommen zou worden. Hij vond dat de olifant(en) konden rekenen op tedere gevoelens bij kinderen. Meefout gaf destijds ook het commentaar, dat zo’n werk in opdracht wel leuk was, maar dat hij liever voor zichzelf werkte. Inhakken op een weerbarstig materiaal en dan nog wat scheppen vond hij het hoogst haalbare.
In eerste instantie zou het een staande olifant worden, zodat kinderen er ook onder door konden. De gemeente Amsterdam, opdrachtgever, vond dat qua hoogte en kindgedrag te gevaarlijk. Het werd een geknielde olifant van 120 cm hoogte die op de rand van een pierenbad zit. Het beeld werd geplaatst aan de rand van een ondiep zwembad van het Sloterparkbad. Het verhuisde mee naar het nieuwe bad toen het originele bad enigszins zuidwaarts werd verplaatst.
Meefout werkte aan het beeld in zijn atelier op Wittenburg. Het beeld werd gegoten bij kunstgieterij Stöxen in Leiden.

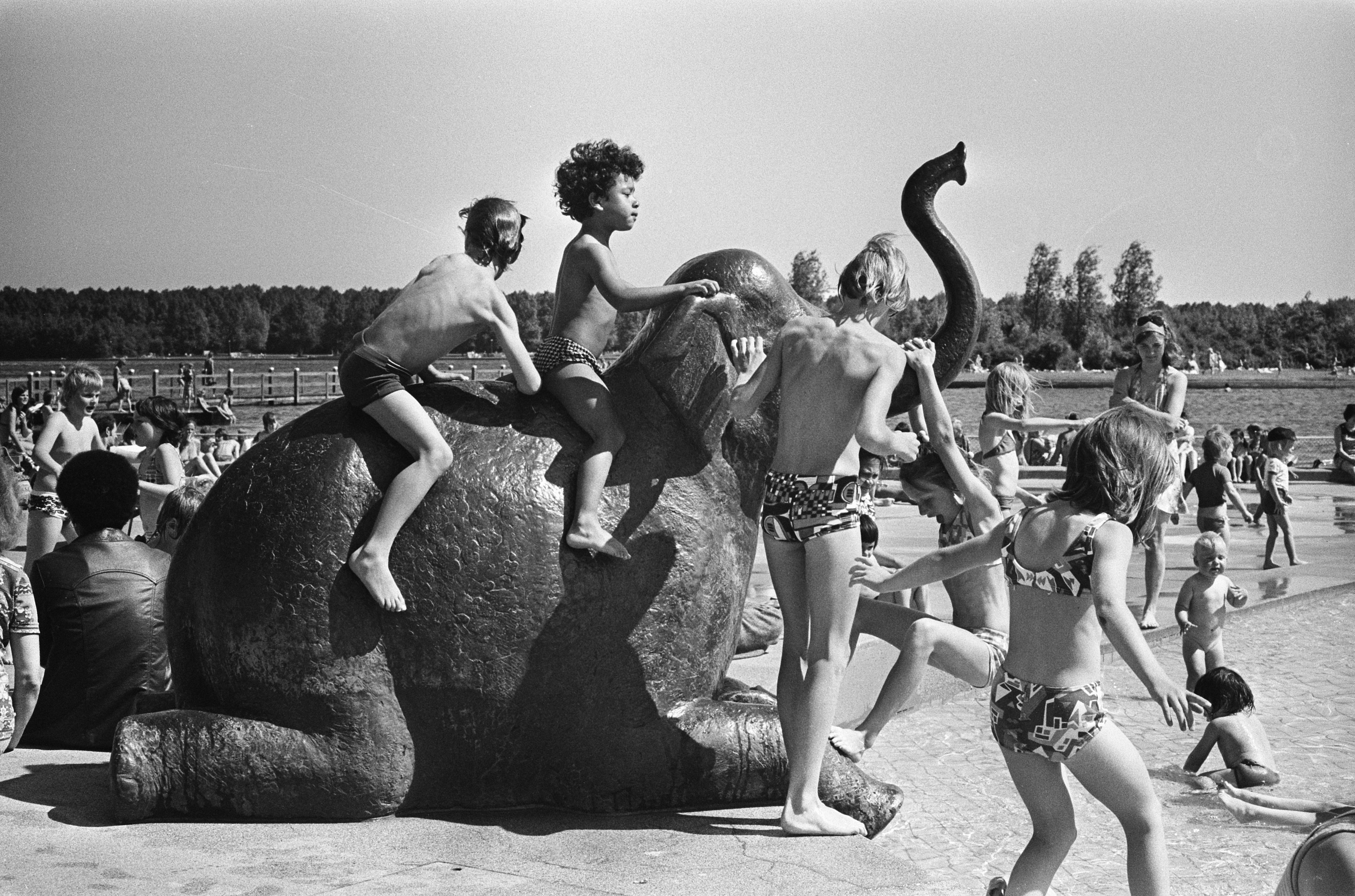
Olifant in actie in het “oude” Sloterparkbad (1975)